# Michael Sgarbossa
Michael Sgarbossa, född 25 juli 1992, är en kanadensisk professionell ishockeyspelare som tillhör NHL-organisationen Washington Capitals och spelar för deras primära samarbetspartner Hershey Bears i AHL.
Han har tidigare spelat på NHL-nivå för Florida Panthers, Anaheim Ducks och Colorado Avalanche och på lägre nivåer för Manitoba Moose, Springfield Thunderbirds, San Diego Gulls, Norfolk Admirals och Lake Erie Monsters i AHL samt Barrie Colts, Saginaw Spirit och Sudbury Wolves i OHL.
Sgarbossa blev aldrig draftad av någon NHL-organisation.
Han skrev på ett ettårskontrakt värt 650 000 dollar med Washington Capitals den 2 juli 2018.

## Statistik
| 2007–2008  | Halton Hurricanes        | SCTA       | 61  | 53  | 51  | 104 | 42  | —  | —  | —  | —  | —  |
| 2008–2009  | Barrie Colts             | OHL        | 67  | 10  | 33  | 43  | 43  | 5  | 3  | 3  | 6  | 10 |
| 2009–2010  | Barrie Colts             | OHL        | 19  | 7   | 13  | 20  | 14  | —  | —  | —  | —  | —  |
|            | Saginaw Spirit           | OHL        | 48  | 13  | 19  | 32  | 49  | 6  | 0  | 2  | 2  | 4  |
| 2010–2011  | Saginaw Spirit           | OHL        | 26  | 7   | 13  | 20  | 24  | —  | —  | —  | —  | —  |
|            | Sudbury Wolves           | OHL        | 37  | 29  | 33  | 62  | 53  | 8  | 5  | 9  | 14 | 16 |
| 2011–2012  | Sudbury Wolves           | OHL        | 66  | 47  | 55  | 102 | 68  | 4  | 2  | 1  | 3  | 6  |
| 2012–2013  | Colorado Avalanche       | NHL        | 6   | 0   | 0   | 0   | 4   | —  | —  | —  | —  | —  |
|            | Lake Erie Monsters       | AHL        | 57  | 19  | 25  | 44  | 71  | —  | —  | —  | —  | —  |
| 2013–2014  | Lake Erie Monsters       | AHL        | 49  | 5   | 15  | 20  | 56  | —  | —  | —  | —  | —  |
| 2014–2015  | Colorado Avalanche       | NHL        | 3   | 0   | 1   | 1   | 10  | —  | —  | —  | —  | —  |
|            | Lake Erie Monsters       | AHL        | 40  | 4   | 19  | 23  | 35  | —  | —  | —  | —  | —  |
|            | Norfolk Admirals         | AHL        | 20  | 6   | 9   | 15  | 29  | —  | —  | —  | —  | —  |
| 2015–2016  | Anaheim Ducks            | NHL        | 1   | 0   | 0   | 0   | 0   | —  | —  | —  | —  | —  |
|            | San Diego Gulls          | AHL        | 62  | 17  | 27  | 44  | 48  | 5  | 1  | 4  | 5  | 2  |
| 2016–2017  | Anaheim Ducks            | NHL        | 9   | 0   | 2   | 2   | 0   | —  | —  | —  | —  | —  |
|            | San Diego Gulls          | AHL        | 2   | 1   | 0   | 1   | 0   | —  | —  | —  | —  | —  |
|            | Florida Panthers         | NHL        | 29  | 2   | 5   | 7   | 9   | —  | —  | —  | —  | —  |
|            | Springfield Thunderbirds | AHL        | 14  | 4   | 8   | 12  | 16  | —  | —  | —  | —  | —  |
| 2017–2018  | Manitoba Moose           | AHL        | 68  | 16  | 24  | 40  | 88  | 9  | 2  | 3  | 5  | 14 |
| 2018–2019  | Hershey Bears            | AHL        | —   | —   | —   | —   | —   | —  | —  | —  | —  | —  |
| NHL totalt | NHL totalt               | NHL totalt | 48  | 2   | 8   | 10  | 23  | —  | —  | —  | —  | —  |
| AHL totalt | AHL totalt               | AHL totalt | 312 | 72  | 127 | 199 | 343 | 14 | 3  | 7  | 10 | 16 |
| OHL totalt | OHL totalt               | OHL totalt | 263 | 113 | 166 | 279 | 251 | 23 | 10 | 15 | 25 | 36 |